# Myiagra alecto
Myiagra alecto là một loài chim trong họ Monarchidae.